# Potamocarcinus zilchi
Potamocarcinus zilchi is een krabbensoort uit de familie van de Pseudothelphusidae.